# Milan Gurović
Milan Gurović (in serbo Милан Гуровић?; Novi Sad, 17 giugno 1975) è un ex cestista e allenatore di pallacanestro serbo con cittadinanza greca.
Alto 204 cm per 95 kg, giocava come ala.

## Carriera
Nel 2007 è stato convocato per gli Europei in Spagna con la maglia della nazionale della Serbia.

## Palmarès

### Giocatore

#### Squadra
- Campionato spagnolo: 1

Barcellona: 1998-99
- Coppa di Serbia e Montenegro: 1

Stella Rossa Belgrado: 2006
- Coppa di Polonia: 1

Prokom Sopot: 2008
- Coppa Korać: 1

Barcellona: 1998-99

#### Individuale
- MVP Lega Adriatica: 1

Stella Rossa Belgrado: 2006-07
- Košarkaška liga Srbije MVP playoffs: 1

Stella Rossa Belgrado: 2006-07